# Institut Confuci de la Universitat de València
L'Institut Confucio de la Universitat de València és una institució sense ànim de lucre creada amb la finalitat de promoure el desenvolupament de l'ensenyament i la cultura xineses. És un conveni entre dos centres educatius, la Universitat de València i la Universitat Normal del Nordest, i la Fundació Xinesa d'Educació Internacional (anteriorment Hanban).

## Història
Arran el conveni de Col·laboració entre l'Oficina Nacional d'Ensenyament del Xinés com a Llengua Estrangera (Hanban) i la Universitat de València, així com amb l'ajuda de la Universitat Normal del Nordest, es va establir en 2007, sota la direcció de Vicente Andreu, l'Institut Confuci a València.
L'Institut Confuci de la Universitat de València, és segon més antic d'Espanya, i va ser triat per Hanban, el 2008 i 2009, com un dels vint millors Instituts Confuci del món i el 2010 com un dels trenta millors per la qualitat i iniciativa del seu equip directiu. Situat inicialment en la Facultat de Filologia, Traducció i Comunicació, a la fi de 2013 es va obrir una nova seu al Campus de Tarongers de la Universitat de València.
El 2015, va ser reconegut com Institut Model per part de Hanban, sent un dels quinze del món i sis d'Europa amb el reconeixement. El 2017, fou guardonat com millor Institut Confuci del món per la mateixa organització. Aquell mateix any, la Generalitat Valenciana li va retre la distinció al mèrit cultural als Premis Nou d'Octubre.

## Activitats

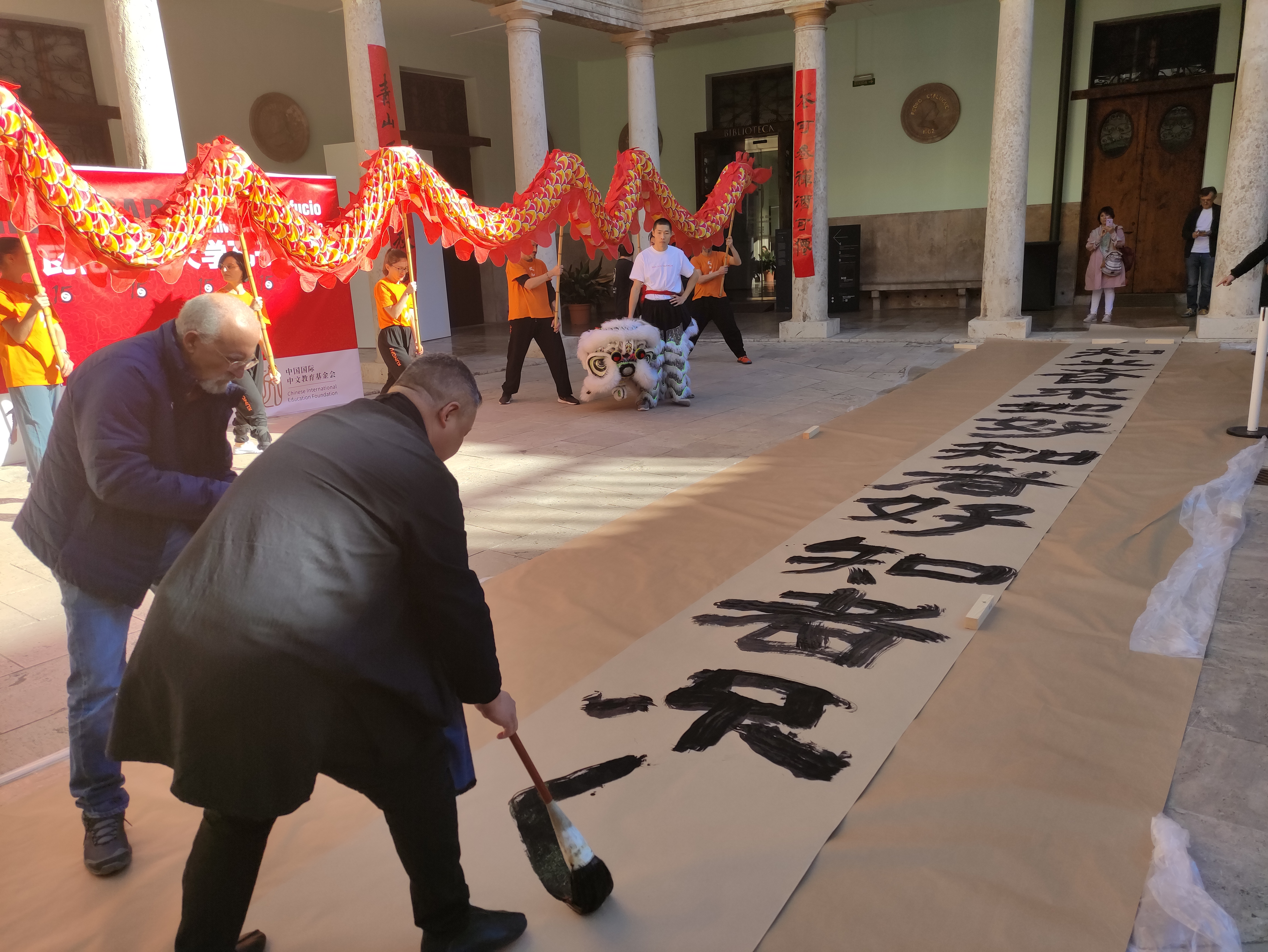
Adan Liu fa un pictograma gegant a les celebracions del quinze aniversari de l'entitat.

L'Institut Confuci de la UV realitza cursos de llengua xinesa per a tots els nivells, ofereix beques per a estudiar a la Xina, i és el centre examinador oficial de xinés dels exàmens HSK (adults) i YCT (xiquets i joves), així com els nivells de coneixement oral (HSKK).
Des del 2010, l'Institut Confuci de la Universitat de València edita la revista gratuïta i bimestral bilingüe xinés-espanyol Instituto Confucio, distribuïda a diferents territoris de parla hispana.
Des de la seua fundació l'Institut Confuci de la Universitat de València ha col·laborat i organitzat nombroses exposicions, entre les quals destaquen El Llibre i el Maó, celebrada al MuVIM, així com les dedicades als artistes Maleonn, Luís Baylón, Judes Arrieta, Marta Soul, Amy Chang, Adan Liu, He Chong Yue, Marisa Casalduero, Cai Yinlong, Aurelia Villalba o Rafa Tanaka Monzó, entre d'altres. També ha col·laborat amb l'exposició Cal·ligrafia xinesa moderna: Obres de Gu Gan i Pu Lieping en l'IVAM. També desenvolupa diferents activitats culturals relacionades amb la cultura xinesa, des de conferències a demostracions de cal·ligrafia xinesa, Wushu, Tai Ji, o activitats enfocades al públic infantil.
El 2012 van impulsar la celebració de la Cavalcada de l'Any Nou Xinés de València, que es realitza conjuntament amb l'Ajuntament de València i la Federació d'Entitats Xineses de València.